# Francesco Maria de' Conti di Campello
Francesco Maria de' Conti di Campello, né à Spolète le 20 novembre 1663 et mort à Rome le 19 mars 1759, est un écrivain italien.

## Biographie
Francesco Maria de' Conti di Campello naquit à Spolète le 20 novembre 1663. Il exerça longtemps la profession d’avocat, et s’y fit une grande réputation de lumières et de probité. Il  se distingua par ses talents oratoires. Ses talents littéraires et poétiques le firent nommer membre de l’Académie d'Arcadie, où il prit le surnom de Logisto Nemeo, et l’on trouve son éloge dans les mémoires historiques d’Arcadie, et dans les vies degli Arcadi illustri. Il mourut à Rome le 19 mars 1759, âgé de 93 ans.